# Dahaneh Rūrshāh
Dahaneh Rūrshāh (persiska: گدار شاه, Godār Shāh, دهنه رورشاه) är en ort i Iran.   Den ligger i provinsen Hormozgan, i den sydöstra delen av landet, 1 000 km sydost om huvudstaden Teheran. Dahaneh Rūrshāh ligger 1 915 meter över havet och antalet invånare är 115.
Terrängen runt Dahaneh Rūrshāh är lite bergig. Runt Dahaneh Rūrshāh är det glesbefolkat, med 8 invånare per kvadratkilometer. Närmaste större samhälle är Baneh Dān, 9,0 km väster om Dahaneh Rūrshāh. Trakten runt Dahaneh Rūrshāh är ofruktbar med lite eller ingen växtlighet.